# 遂昌县

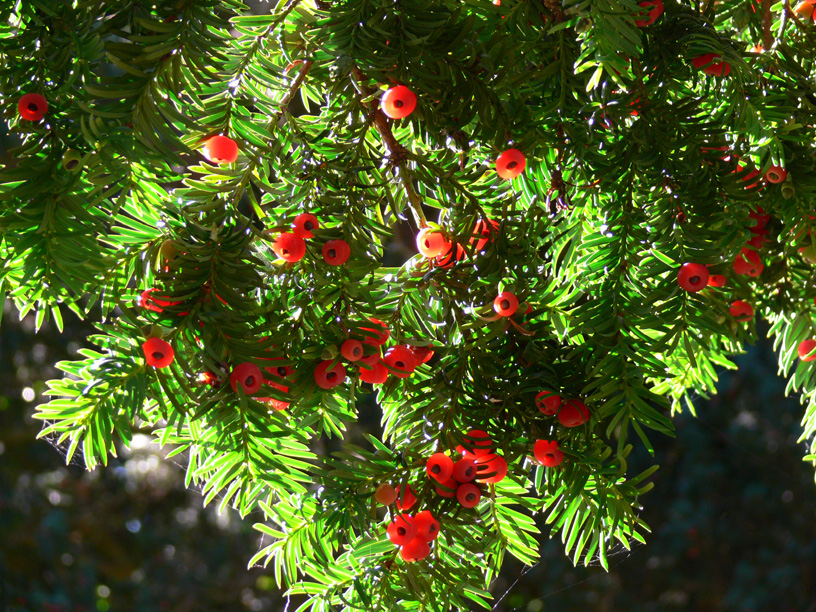
县內多生長紅豆杉，居民長壽

遂昌县在中國浙江省西南部，钱塘江、瓯江上游山區，是丽水市下辖的一个县，縣人民政府駐妙高镇县前街1号。区域总面积为2,539.56平方公里。

## 历史沿革
根据《后汉书》的记载，公元218年，三国时期的吴国首次设立遂昌县县制。公元239年，更名为平昌县。
晋武帝太康元年（公元280年），平昌县又更名遂昌县。据清朝光绪年编的《遂昌县志》记载，东汉末年的遂昌县包含了清朝时的遂昌县，以及龙泉县、庆元县、金华县的部分地方。
明代著名的文学家、戏剧家汤显祖曾于此担任五年县令。

## 2016年遂昌苏村山体滑坡
2016年9月28日傍晚，受台风鲇鱼影响，遂昌县北界镇苏村发生山体滑坡灾害。截至10月1日上午8时统计，灾害已造成8人遇难，仍有19人失联。

## 行政区划
遂昌县下辖2个街道办事处、7个镇、10个乡、1个民族乡：
妙高街道、云峰街道、新路湾镇、北界镇、金竹镇、大柘镇、石练镇、王村口镇、黄沙腰镇、三仁畲族乡、濂竹乡、应村乡、高坪乡、湖山乡、蔡源乡、焦滩乡、龙洋乡、柘岱口乡、西畈乡和垵口乡。

## 人口
根據第七次全国人口普查數據，截至2020年11月1日零時，遂昌縣常住人口為194385人。

## 水利
- 境内有成屏一级水库、成屏二级水库。

2016年9月，受颱風鮎魚影響，遂昌縣發生嚴重山泥傾瀉，沖毀村莊。有拒絕離開村民被山泥掩埋，二十多人失踪。目前已有10人遇难，17人失踪。